# Kangdong
Kangdong-gun (Hangul: 강동군; Hanja: 江東郡; Hán Việt: Giang Đông quận) là một quận của thủ đô Bình Nhưỡng, Cộng hòa Dân chủ Nhân dân Triều Tiên. Năm 1983, quận này được tách khỏi tỉnh Nam Pyongan và nhập vào Bình Nhưỡng. Quận này giáp Sŏngch'ŏn-gun (Nam P'yongan) về phía đông, Sŭngho-guyŏk về phía nam và sông Taedong về phía tây. Kangdong-gun nổi tiếng là nơi có lăng mộ của King Tangun, địa danh cách mạng tại Ponghwa-ri. Ở phía đông nam của quận này là Ủy ban Kinh tế thứ hai, tức là ngành vũ khí của Triều Tiên.